# 밀라노 공과대학교
밀라노 공과대학교(이탈리아어: Politecnico di Milano, 영어: Polytechnic University of Milan)는 42,000명의 학생을 가진, 이탈리아에서 가장 큰 공과대학교이다. 공학, 건축학, 디자인에서 학부와 대학원 과정이 있다. 1863년에 설립된, 밀라노에서 가장 오래 된 대학이다.
밀라노 이공과대학교는 밀라노에 두 개의 주 캠퍼스가 있고, 롬바르디아주와 에밀리아로마냐주의 다섯 개의 다른 도시들에 다른 캠퍼스들도 있다. 밀라노 공대의 주요 사무실과 대학 본부는 1927년 이래로 가장 크고 역사적인 캠퍼스인, 밀라노의 치타 스투디 (Città Studi) 지역에 있는 캠퍼스에 있다.
QS 세계 대학 랭킹의 공학 및 기술(Engineering & Technology) 분야에서 2020년도에 전세계 20위의 순위에 올랐다. 디자인에서는 세계 6위, 토목공학 및 구조 공학(Civil and Structural Engineering)에서는 9위, 기계공학 및 항공우주공학(Mechanical, Aerospace Engineering)에서는 9위, 건축학에서는 7위에 올랐다.
유명한 졸업생과 교수로는 노벨 화학상 수상자 줄리오 나타, 소설가 카를로 에밀리오 가다(Carlo Emilio Gadda), 건축가 렌초 피아노와 알도 로씨(Aldo Rossi)가 있다.

## 같이 보기
- 밀라노 대학교
- 보코니 대학교
- 마르케 공과대학교